# Федин, Сергей Александрович
Сергей Александрович Федин (21 июля 1990, Орск, Оренбургская область) — российский спортсмен (международные шашки), мастер спорта России, мастер ФМЖД, входит в резерв сборной России.

## Биография
В русские шашки начал играть в 9 лет (1999).
В 2003 году начал заниматься международными шашками, через полгода выиграл турнир памяти В. Сокова (Декабрь 2003).
Первый в истории Оренбургской области, завоевавший медаль (бронзу) на первенстве мира среди юношей до 16 лет по шашкам (Улан-Батор, 2006 год).
Чемпион России 2008 года в составе сборной Башкортостана (Муродулло Амриллаев, Владимир Мильшин, Сергей Федин) на лично-командном чемпионате России.
Чемпион России 2011 года в составе сборной Башкортостана (Шайбаков Айнур, Ишмуратов Фидан, Сергей Федин) на лично-командном чемпионате России.
Трижды выполнял норматив международного мастера.
В 2009 году на чемпионате России по международным шашкам (Ступино, Московская область, 10-23.04.2009) выполнил первый раз. Хотя в соревновании участвовало 9 гроссмейстеров, Сергею удалось обойти многих из них и занять 6-е место.
В 2011 году на чемпионате России по международным шашкам (Уфа, Республика Башкортостан, 5-20.04.2011) выполнил второй раз
.
В 2011 году на Кубке мира (Уфа, Республика Башкортостан, 14-24.07.2011) выполнил третий раз.
Серебряный призёр первенства России (2009) по международным шашкам среди молодежи (Ишимбай, Башкортостан, 22-30.03.2009).
Золотой, серебряный и бронзовый призёр первенства России (2011) по международным шашкам среди молодежи (Ишимбай, Башкортостан, 24-30.11.2011).
Лучший бомбардир клуба Гамблер по игре в стоклетки, сезон 2010—2011.
Выступал за клуб «Ишимбай» (г. Ишимбай) в 2007 году, а также в 2011 году.
Воспитанник центра детского творчества им. В. Дубинина (Орск), в 2006 году переехал в Ишимбай для повышения спортивного мастерства.
В настоящий момент[когда?] обучается в Стерлитамакском институте физкультуры (СИФК) на 4 курсе.

## Тренеры Сергея Федина
- Медведев Г. А. (в Орске) — первый тренер в русские и международные шашки в период 1999—2003.
- Беликов А. Г. (в Орске) — тренер в русские шашки в период 2000—2003.
- Ахмечет В. И. (в Орске) — тренер в русские и международные шашки в период 2004—2006.
- Логутов А. Ю. (в Орске) — тренировал Сергея в международные шашки, начиная с 2003 года, оказав большое влияние на дальнейшую игру.
- С 2007 года и по настоящий момент тренируется под руководством экс-чемпиона мира в составе сборной России Владимира Мильшина (в Ишимбае).